# 江彬 (明朝)
江彬（15世纪—1521年），又名朱彬，明朝邊將，北直隶宣府（在今河北省张家口市宣化区）人，明武宗的义子。
初為正四品蔚州衛指揮僉事，曾隨軍與韃靼作戰，善察言觀色。後來成為明武宗的義子，賜姓朱，封為宣府、大同、遼東、延綏四鎮的統帥，返京後任錦衣衛指揮使。正德十三年（1518年）封平虜伯。
明武宗建立豹房，江彬百般奉承，為皇帝物色民間美女，充斥其中，供皇帝淫樂之用。又在武宗面前讚揚革职军官馬昂之妹马姬美若天仙，又嫻熟騎射，能歌善舞，会说外语。武宗不顧她已有身孕，命她進入豹房。
正德十六年（1521年）三月十三日，明武宗死于豹房。皇太后降旨逮捕江彬，不久江彬被抄家，本人磔死于闹市，家有黄金七十柜，每柜一千五百兩；白銀二千二百柜，每柜二千兩（合計黃金十萬五千兩，白銀四百四十萬兩）。子江勳、江杰、江鰲、江熙等都处斩，绘制处决图，榜示天下，幼子江然及妻、女发功臣家为奴。当时，连久旱的京城都下了大雨。